# Marie Carmen
 (février 2020).
Marie Carmen, née Marie Aubut le 24 août 1959 à Sainte-Foy (Québec), est une chanteuse pop québécoise.

## Biographie

### Débuts
Marie Carmen est marquée dans son enfance par la chanson L'Aigle noir de Barbara à la radio. 
Elle débute le théâtre en 1976. Elle rencontre les membres du groupe Accident en 1980. En 1981, elle intègre le groupe Blood et Marie, et Radio Rats et Cinéma X en 1982.
Elle se fait remarquer en tant que choriste par le groupe The Box. Il l'invite à se joindre à eux pour une tournée en 1986.

### Reconnaissance
Marie Carmen est présentée à Luc Plamondon. Il lui offre le rôle de Marie-Jeanne dans l'opéra rock Starmania et elle devient sa protégée. Elle partage la scène avec, entre autres, Marie Denise Pelletier et Jean Leloup. Elle choisit alors le nom de scène Marie Carmen.
En 1987, elle enregistre le single Piaf chanterait du rock. En 1988, forte de son expérience au sein de Starmania, elle est engagée dans la revue musicale Vis ta vinaigrette. Luc Plamondon demande au gérant et producteur de disques Pierre Tremblay de prendre en charge sa carrière. Son premier album, Dans la peau, remporte un important succès et la fait connaître.

### Années 1990
Son disque le plus populaire, Miel et Venin (1992), réalisé par Jean-Pierre Isaac, s'est vendu à plus de 270 000 exemplaires au Québec. Il est en haut des palmarès avec L'Aigle Noir, de la chanteuse française Barbara, vendue à 100 000 exemplaires en France.
En 1994, elle fait un duo avec Murray Head dans l'album L'une, inauguré devant 4 000 personnes au Forum de Montréal. Son succès s'appuie sur un texte de Luc Plamondon, J'ai le blues de vous, inspiré d'amis disparus. Toujours en 1994, elle assure la première partie de Michel Sardou à l'Olympia (Paris).
Marie Carmen s'installe ensuite en France et reprend Starmania, dans un rôle différent du premier (Sadia). Après 4 mois, elle quitte la France pour Montréal. Elle refuse un projet d'album français et ne renouvelle pas son contrat avec Pierre Tremblay. 
Elle enregistre en 1998 l'album ...L'Autre. Malgré la popularité de l'extrait radio J'veux d'la tendresse, le disque ne connait pas le succès escompté. L'album est  bien reçu par la critique.

### Années 2000
Au cours des années 2000, et après une dépression due à la pression médiatique, la chanteuse se retire du milieu artistique et devient bénévole humanitaire au Pérou. À l'automne 2005, elle effectue un retour sur la scène montréalaise, afin d'amasser des fonds pour les enfants du Pérou. Elle participe également à l'émission Star Académie. Elle interprète une compilation de ses succès. En 2007, elle joue pendant deux mois à l'Impérial Bell (Québec) dans le cadre du spectacle Let's Dance. Elle partage la scène avec André Verreault et le groupe Mimosa.
En 2008, la chanteuse se produit à la Maison des Arts de Laval (Québec). Entourée de trois musiciens, elle propose de nouvelles pièces et adapte ses grands succès en version acoustique.
L'album intitulé Le Diamant sort en novembre de la même année. Elle collabore, entre autres, avec Luc De Larochellière, Martine Pratte, France D'Amour, Dave Richard, Sylvie Paquette, Francine Raymond, Lynda Thalie, Paolo Ramos et Qbanito. La réalisation est confiée à Francis Collard (Cirque du Soleil et Ariane Moffatt). Le premier extrait, Une vie douce, reste no 1 du palmarès BDS (ensemble des radios du Québec) pendant six semaines. L'Île au trésor, deuxième extrait du disque, a une rotation de plus en plus forte, notamment sur Musimax, grâce à un vidéoclip. En 2009, elle fait quelques spectacles, notamment à Québec (ville), Chicoutimi et Sherbrooke.

### Années 2010 et 2020
En juin 2016, dans le cadre des Francofolies de Montréal, Marie Carmen rejoint Safia Nolin, Les Sœurs Boulay, Elliot Maginot, Ariane Brunet et Sarah Bourdon pour y interpréter la chanson Entre l'ombre et la lumière au Club Soda. Cette collaboration entraîne la participation de Marie Carmen dans l'album Reprises vol. 1 de Safia Nolin. Au mois d'août, elle revient sur scène à Repentigny (Québec) pour un spectacle acoustique intitulé Marie Carmen sous les étoiles, accompagnée de 3 musiciens.
Elle revient sur scène devant 70 000 spectateurs, lors des festivités de la St-Jean-Baptiste 2017 à Laval (Québec). Elle y interprète différentes œuvres, dont J'veux de la tendresse, Entre l'ombre et la lumière avec Marie-Pierre Arthur, Ariane Moffatt et Karine Pion, ainsi que L'aigle noir, accompagnée des Petits chanteurs de Laval. 
Le 21 juillet, elle continue avec un spectacle solo au parc St-Sacrement de Terrebonne. Le 25 novembre 2017, elle présente à guichet fermé, pour un soir seulement et pour la première fois en salle depuis plus de dix ans, un spectacle unique au théâtre Le National (théâtre) à Montréal : Marie Carmen en concert discret sera un grand succès.

## Discographie

### Singles
- 1983 : Pauvre star
- 1984 : Pourquoi t'es comme ça ?
- 1986 : Piaf chanterait du rock
- 1989 : Autour de moi
- 1989 : C'est pas perdu
- 1989 : Dans la peau
- 1990 : Faut pas que j'panique
- 1990 : Possédés
- 1990 : T'oublier
- 1991 : Tu t'en vas
- 1992 : Donne-toi
- 1992 : L'Aigle noir
- 1993 : Entre l'ombre et la lumière
- 1993 : Prince du ciel
- 1993 : C'est l'enfer
- 1993 : À ma façon
- 1993 : Vivre ou passer son tour
- 1993 : Une femme, un homme (En duo avec Murray Head)
- 1995 : Je t'aime mal
- 1995 : J'ai l'blues de vous
- 1995 : Si tu veux me suivre
- 1995 : Je veux qu'tu m'aimes
- 1996 : Ce jour-là
- 1996 : L'Homme idéal
- 1998 : J'veux d'la tendresse
- 1998 : Apprivoise-moi
- 1998 : Plus d'ici
- 2008 : Une vie douce
- 2009 : L’île au trésor

### Albums
- 1988 : Dans la peau
- 1992 : Miel et Venin
- 1995 : L'Une
- 1996 : Déshabillez-moi (album en spectacle)
- 1998 : L'Autre
- 2008 : Le Diamant

### Compilations
- 1997 : Les Grands Succès

### Participations
- 2016 : Collaboration avec Safia Nolin sur Entre l'ombre et la lumière pour l'album Reprises vol.1 de Safia Nolin.
- 2009 : Son interprétation de La Chanson de Prévert en duo avec Stéphane Lucas (artiste) figure sur l'album Sur les elles de Serge Gainsbourg.

## Lauréats et nominations

### Gala de l'ADISQ
| Année | Catégorie                                            | Pour                                                                   | Résultat   |
| ----- | ---------------------------------------------------- | ---------------------------------------------------------------------- | ---------- |
| 1987  | découverte de l'année                                | Marie Carmen                                                           | nomination |
| 1987  | spectacle de l'année - musique et chansons rock      | Starmania (avec la troupe Starmania)                                   | nomination |
| 1989  | interprète féminine de l'année                       | Marie Carmen                                                           | nomination |
| 1989  | microsillon de l'année - rock                        | Dans la peau                                                           | nomination |
| 1989  | Premier disque                                       | Dans la peau                                                           | nomination |
| 1990  | interprète féminine de l'année                       | Marie Carmen                                                           | nomination |
| 1991  | chanson populaire de l'année                         | Faut pas que j'panique                                                 | nomination |
| 1991  | interprète féminine de l'année                       | Marie Carmen                                                           | nomination |
| 1991  | spectacle de l'année - pop-rock                      | Marie Carmen                                                           | nomination |
| 1992  | album de l'année - pop/rock                          | Miel et venin                                                          | nomination |
| 1992  | interprète féminine de l'année                       | Marie Carmen                                                           | lauréat    |
| 1992  | vidéoclip de l'année                                 | L'aigle noir                                                           | nomination |
| 1993  | album de l'année - meilleur vendeur                  | Miel et venin                                                          | lauréat    |
| 1993  | chanson populaire de l'année                         | Entre l'ombre et la lumière                                            | nomination |
| 1993  | interprète féminine de l'année                       | Marie Carmen                                                           | lauréat    |
| 1993  | spectacle de l'année - auteur-compositeur-interprète | Miel et venin                                                          | lauréat    |
| 1995  | album de l'année - populaire                         | L'une                                                                  | nomination |
| 1995  | chanson populaire de l'année                         | J'ai le blues de vous                                                  | nomination |
| 2022  | spectacle de l'année - variétés/réinterprétation     | Pour une histoire d'un soir (avec Joe Bocan et Marie Denise Pelletier) | lauréat    |

### Autres prix
- 2018 : Prix Classique de la SOCAN - Entre l'ombre et la lumière (pour avoir été entendue plus de 25 000 fois à la radio depuis son lancement).